# Orsilochus kochi
Orsilochus kochi är en skalbaggsart som beskrevs av Ferreira 1965. Orsilochus kochi ingår i släktet Orsilochus och familjen Dynastidae. Inga underarter finns listade i Catalogue of Life.